# Callopistromyia strigula
Callopistromyia strigula – gatunek muchówki z rodziny Ulidiidae. 

## Opis
Podobnie jak u Calliopistromyia annulipes, całe ciało marmurkowo plamkowane. Jedynie golenie ciemno prążkowane, a stopy pomarańczowe. U samic odwłok pękaty, zakończony pokładełkiem. Skrzydła owalne, węższe niż u C. annulipes, z przodu ciemne, gęsto plamkowane z przezroczystymi wcięciami w części brzegowej, natomiast z tyłu w pełni przezroczyste. Przezmianki białe. Oczy czerwone, u obu płci rozdzielone szerokim czołem. Czułka czerwone. Zaraz pod nimi obecny jest identycznie ubarwiony pas, który biegnie między oczami.

## Biologia
Lata od kwietnia do października. Najczęściej spotykana na konarach drzew liściastych, w szczególności klona jesionolistnego (Acer negundo). To tam dochodzi do charakterystycznych zalotów, w trakcie których muchówki obu płci wachlują skrzydłami ułożonymi w pozycji poziomej. Larwy rozwijają się wewnątrz martwego drzewa. Dieta imagines nie poznana. U blisko spokrewnionej C. annulipes zaobserwowano żerowanie na odchodach ksylofagicznych chrząszczy. 

## Występowanie
Gatunek nearktyczny. Najczęściej obserwowany we wschodniej części Stanów Zjednoczonych oraz Kanady. Pojedyncze obserwacje notowane także z wysuniętych dalej na zachód stanów (Kolorado, Nowy Meksyk) oraz prowincji (Saskatchewan, Alberta, Kolumbia Brytyjska).